# ارین هنون
ارین هنون (انگلیسی: Erin Hannon) یک شخصیت خیالی در سریال تلویزیونی کمدی اداره محصول شبکه ان‌بی‌سی است. او مسئول پذیرش دفتر شعبه اسکرانتون داندر میفلین است، سمتی که قبلاً پم بیزلی (قبل از اینکه پم برای کار در شرکت کاغذ مایکل داندر میفلین را ترک کند) در اختیار داشت. او یک شخصیت اصلی نسخه آمریکایی سریال است و هیچ مشابهی در نسخه اصلی بریتانیایی سریال ندارد. این شخصیت توسط الی کمپر به تصویر کشیده شده است. کمپر خود را به عنوان «طرفدار بزرگ» سریال توصیف کرد و از انتخاب شدن برای بازی در آن هیجان‌زده بود.

## مشخصات شخصیت
پس از اینکه پم کار خود را ترک کرد و در شرکت کاغذ مایکل اسکات مشغول به کار شد، معاون چارلز ماینر، ارین را به عنوان مسئول پذیرش جدید استخدام کرد. کارکنان دفتر از او با نام میانی‌اش، ارین، نام می‌برند تا با کلی کاپور، که بعداً با او دوستان خوبی می‌شوند، اشتباه گرفته نشود. دوایت شروت و اندی برنارد ابتدا برای جلب توجه او به رقابت می‌پردازند، اما دوایت به دلیل احترام به دوستی جدیدش با اندی از این رقابت کناره‌گیری می‌کند. کلی معتقد است که اندی عاشق اوست، اما اندی روشن می‌کند که او کلی را دوست ندارد. ارین متوجه می‌شود که اندی نسبت به او احساساتی دارد. اندی و ارین در نهایت قرار ملاقات با یکدیگر را آغاز کردند. با این حال، آنها رابطه خود را از همکاران خود مخفی نگه می‌دارند. به مناسبت «روز منشی»، اندی روزی خاص را برای ارین برنامه‌ریزی می‌کند، از جمله یک ملاقات ناهار با مایکل اسکات. در طول ناهار، مایکل نامزدی سال قبل اندی با آنجلا را فاش می‌کند، واقعیتی که قبلاً از ارین پنهان شده بود. ارین به اندی اطلاع می‌دهد که به مدتی جدایی از او نیاز دارد.
در فصل ۷، ارین شروع به قرار ملاقات با گیب لوئیس می‌کند که این موضوع اندی را ناراحت می‌کند. ارین تلاش می‌کند تا مایکل را با گیب پیوند دهد، اما عدم اطمینان مایکل در مورد موقعیت گیب باعث می‌شود که او همراهی نکند. ارین به خاطر احساساتش نسبت به گیب با مایکل مناقشه می‌کند و مایکل با عصبانیت از او می‌پرسد که چرا به تأیید او نیاز دارد. مایکل در لحظه‌ای روشنگرانه متوجه می‌شود که ارین در واقع او را تحسین می‌کند و او را به عنوان یک شخصیت پدرگونه می‌بیند. ارین شروع به دوری از گیب در محل کار می‌کند، زیرا دیگر علاقه‌ای به او ندارد. در طول مراسم جوایز داندی، ارین به‌طور علنی از گیب در مقابل کارکنان جدا می‌شود، که باعث می‌شود گیب خجالت‌زده نمایش جایزه را ترک کند. هنگامی که مایکل آماده رفتن به کلرادو می‌شود، ارین گفتگوی صمیمانه‌ای با مایکل در مورد زندگی عاشقانه‌اش دارد و اعتراف می‌کند که ممکن است عاشق اندی باشد. مایکل هم گیب و هم اندی را اخراج می‌کند، در عوض به او توصیه می‌کند که منتظر مرد مناسب بماند. ارین و اندی در نهایت دوباره شروع به معاشرت با هم می‌کنند، اگرچه گیب به تلاش‌های خود برای به دست آوردن مجدد ارین ادامه می‌دهد. ارین به اندی می‌گوید که هنوز نسبت به او احساسی دارد. با این حال، اندی او را رد می‌کند، و نشان می‌دهد هنوز هم از این که به ختاطر گیب کنار گذاشته شده ناراحت است.

## بازخوردها
عملکرد کپردر این نقش خصوصاً در فصل ۸ با تحسین گسترده منتقدان مواجه شد. جاشوا اوستروف از آی ویکلی، ارین را یکی از بهترین شخصیت‌های تلویزیونی ۲۰۰۸–۲۰۰۹ توصیف کرد.